# Contarinia sehimae
Contarinia sehimae är en tvåvingeart som beskrevs av Harris 1979. Contarinia sehimae ingår i släktet Contarinia och familjen gallmyggor. Inga underarter finns listade i Catalogue of Life.